# Мегауати Сукарнопутри
Диа Пермата Мегауати Сетиауати Сукарнопутри (на индонезийски: Diah Permata Megawati Setiawati Sukarnoputri) е индонезийски политик, пети президент на Индонезия в периода 2001 – 2004 г., както и първата жена президент на страната.
Тя е дъщеря на първия президент на Индонезия, Сукарно. Изучава психология и селско стопанство, но така и не ги завършва. През 1987 г. се включва в политическия живот и е избрана за член на националния парламент, след което става ръководител на Индонезийската демократична партия (на индонезийски: Partai Demokrasi Indonesia) през 1993 г. Тя се превръща в заплаха за режима на индонезийския президент Сухарто (на власт от 1967 г.) и през юни 1996 г. правителството организира премахването от ръководната ѝ длъжност в Индонезийската демократична партия, като по този начин де факто я дисквалифицира от кандидатиране за президент на изборите през 1998 г. Протести от поддръжниците ѝ в Джакарта провокират едни от най-жестоките протести в столицата през последните двадесет години. На Мегауати е забранено да участва в парламентарните избори през 1996 г.
През октомври 1998 г., след като Сухарто вече е подал оставката си през май, Мегауати и привържениците ѝ образуват лявоцентристката Индонезийска демократична партия на борбата (на индонезийски: Partai Demokrasi Indonesia Perjuangan), а на парламентарните избори през юни 1999 г. партията ѝ спечелва 34% от гласовете, което е най-добрият резултат от всички участващи партии. Когато временно изпълняващ длъжността президент Бухарудин Юсуф Хабиби (наследил Сухарто в качеството си на негов вицепрезидент) се оттегля, е широко разпространено мнението, че Мегауати ще бъде назначена за президент. Въпреки това, на 20 октомври парламентът избира Абдураман Уахид от Партията на националното пробуждане, което предизвиква мащабни протести от страна на поддръжниците на Мегауати. На следващия ден тя е избрана за вицепрезидент на страната. Изправен срещу все повече критики, Уахид предава повечето от ежедневните си задължение на Мегауати през 2000 г., но с това трудностите му не стихват. На 23 юли 2001 г. парламентът сваля Уахид от длъжност и обявява Мегауати за новия президент, като тя полага клетва по-късно същия ден.
Като президент, Мегауати среща много проблеми, включително отслабваща икономика, сепаратистко движение в провинция Ачех и терористични атаки. През октомври 2002 г. повече от 200 души са убити, а 300 са ранени, когато кола бомба се взривява в близост до нощно заведение на Бали. Нападението се приписва на ислямистка групировка. По-късно през същата година е подписано примирие с ачешките сепаратисти, но скоро след това сраженията започна отново, като през 2003 г. правителството предприема мащабна военна офанзива срещу бунтовниците. В отговор последват още терористични нападенията, включително и такова срещу индонезийския парламент. Правителството на Мегауати е затрупано с обвинения в корупция и е критикувано заради неспособността си да намали високите нива на безработица в страната. На президентските избори през 2004 г. Мегауати губи от Сусило Бамбанг Юдойоно. През юли 2009 г. тя отново се кандидатира за президент, но отново губи от Юдойоно.